# الساندرو مانیاسکو
الساندرو مانیاسکو (انگلیسی: Alessandro Magnasco; ۴ فوریهٔ ۱۶۶۷, جنوا – ۱۲ مارس ۱۷۴۹, جنوا) نقاش اواخر باروک ایتالیا بود که بیشتر در میلان و جنوا فعالیت کرده بود. او در زمینهٔ منظره‌نگاری و نورپردازی مناسب به تصاویر مهارت داشت.